# Carl Friedrich Mylius
Carl Friedrich Mylius (* 10. ledna 1827 Frankfurt nad Mohanem, † 23. května 1916 tamtéž) byl německý fotograf.
Mylius se narodil 10. ledna 1827 ve Frankfurtu nad Mohanem jako syn hodináře. Absolvoval jako učeň základy litografie. V letech 1842 - 43 studoval na vyšší škole (Städelschule ?), ale studium nedokončil. Během svého putování pracoval v různých městech na jihu Německa. Roku 1851 se oženil v Norimberku. 1854 se vrátil do Frankfurtu nad Mohanem, kde setrval až do své smrti v roce 1916. Mylius je pohřben na hlavním hřbitově ve Frankfurtu.

## Dílo
Mylius se specializoval na architektonickou a krajinnářskou fotografii. Dokumentoval procesy změny a růstu ve Frankfurtu, kterými město procházelo v tomto období. Pracoval výhradně s mokrým kolodiovým procesem a zůstal u něj i po roce 1870, kdy byly objeveny suché desky. Asi 50 jeho skleněných negativů jsou v archivu ve Frankfurtu (nyní Ústav pro historii města).
Dokumentoval německo-francouzský konflikt v letech 1870–1871.